# Discographie de Kanye West
Cet article présente la discographie de Kanye West.

## Albums en live
- 2006 : Late Orchestration
- 2010 : VH1 Storytellers

## Mixtapes
La plupart de ces mixtapes sont en réalité des compilations non officielles.
- Air Yeezy
- Can't Tell Me Nothing
- Get Well Soon
- I'm Good
- Mick Boogie presents the Essentials Collection
- Kon the Louis Vuitton Don
- Akademiks:JeaniusLevelMusikKanyeWest Vol. 1
- Akademiks:JeaniusLevelMusikKanyeWest Vol. 2
- Freshmen Adjustment
- Freshmen Adjustment 2
- Freshmen Adjustment 3
- Summer School (A Roots Compilation)
- Good Life
- Best of Kanye West
- Tapemasters Inc- Kanye West: We Major
- The Lost Tapes
- Second Semester
- Clinton Sparks presents Touch The Sky
- Alter Ego
- Gold Digger
- Big Brother
- Sky High
- LVs & Autotune
- LVs & Autotune 2
- LVs & Autotune 3
- LVs & Autotune 4

## Singles en solo
- 2003 : Slow Jamz avec Twista et Jamie Foxx
- 2003 : Through The Wire
- 2004 : All Falls Down avec Syleena Johnson
- 2004 : Jesus Walks
- 2004 : The New Workout Plan
- 2005 : Diamonds From Sierra Leone (remix) avec Jay-Z
- 2005 : Gold Digger avec Jamie Foxx
- 2005 : Heard 'Em Say avec Adam Levine
- 2006 : Touch The Sky avec Lupe Fiasco
- 2006 : Drive Slow avec Paul Wall et GLC
- 2007 : Classic (Better Than I've Ever Been) avec Nas, KRS-One, Rakim & DJ Premier
- 2007 : Can't Tell Me Nothing
- 2007 : Stronger avec Daft Punk
- 2007 : Good Life avec T-Pain
- 2008 : Flashing Lights avec Dwele
- 2008 : Homecoming avec Chris Martin
- 2008 : Love Lockdown
- 2008 : Heartless
- 2008 : Amazing avec Young Jeezy
- 2009 : See You In My Nightmares avec Lil' Wayne (sur internet seulement)
- 2009 : Welcome To Heartbreak
- 2009 : Paranoid avec Mr Hudson
- 2010 : Coldest Winter
- 2010 : Power avec Dwele
- 2010 : Runaway avec Pusha-T
- 2010 : Monster avec Jay-Z, Rick Ross, Nicki Minaj & Justin Vernon
- 2011 : All of the Lights avec John Legend, The-Dream, Ryan Leslie, Tony Williams, Charlie Wilson, Elly Jackson, Alicia Keys, Fergie, Kid Cudi, Alvin Fields, Ken Lewis, Rihanna & Elton John
- 2011 : H•A•M avec Jay-Z
- 2011 : Eyes Closed avec John Legend et DraYzY
- 2011 : Otis avec Jay-Z
- 2012 : Mercy avec Big Sean, Pusha T & 2 Chainz
- 2012 : Cold avec DJ Khaled
- 2012 : New God Flow avec Pusha T
- 2012 : Clique avec Jay-Z et Big Sean
- 2013 : Black Skinhead
- 2013 : Bound 2
- 2014 : Only One avec Paul McCartney
- 2015 : All Day avec Theophilus London, Allan Kingdom et Paul McCartney
- 2016 : Famous
- 2016 : Father Stretch My Hands Pt. 1 & Pt. 2
- 2016 : Champions avec Gucci Mane, Big Sean, 2 Chainz, Travis Scott, Yo Gotti, Quavo et Desiigner
- 2016 : Fade
- 2018 : Lift Yourself
- 2018 : Ye vs. the People avec T.I.
- 2018 : Yikes
- 2018 : All Mine
- 2018 : XTCY
- 2018 : I Love It avec Lil Pump
- 2019 : Follow God
- 2019 : Closed on Sunday
- 2020 : Wash Us in the Blood avec Travis Scott
- 2020 : Nah Nah Nah avec DaBaby et 2 Chainz
- 2021 : Hurricane avec The Weeknd et Lil Baby
- 2021 : Life of the Party avec André 3000
- 2021 : Believe What I Say
- 2021 : Off the Grid
- 2022 : Eazy avec The Game
- 2022 : City of Gods avec Fivio Foreign et Alicia Keys

- 2024 : Like That

## Singles en featuring
- 2004 : This Way de Dilated Peoples Feat Kanye West -  no 35,  no 78
- 2004 : Down & Out de Cam'ron Feat Syleena Johnson & Kanye West -  no 94
- 2004 : Talk About Our Love de Brandy Feat Kanye West -  no 6,  no 27,  no 28,  no 36,  no 38,  no 42,  no 89
- 2004 : The Food de Common Feat Kanye West
- 2004 : Selfish de Slum Village Feat John Legend & Kanye West -  no 55
- 2004 : I Changed My Mind de Keyshia Cole Feat Kanye West -  no 71
- 2005 : Go! Common Feat Kanye West & John Mayer -  no 79
- 2005 : Number One de John Legend Feat Kanye West -  no 62,  no 80
- 2005 : Extravaganza de Jamie Foxx Feat Kanye West -  no 43,  no 44,  no 99
- 2006 : Grammy Family de DJ Khaled Feat Consequence, John Legend & Kanye West
- 2006 : Number 1 de Pharrell Williams Feat Kanye West -  no 20,  no 31,  no 57
- 2007 : Wouldn't Get Far de The Game Feat Kanye West -  no 64
- 2007 : I Still Love H.E.R. de Teriyaki Boyz Feat Kanye West
- 2007 : Pro Nails de Kid Sister Feat Kanye West
- 2008 : Finer Things de DJ Felli Fel Feat Jermaine Dupri, Kanye West, Ne-Yo & Fabolous
- 2008 : American Boy de Estelle Feat Kanye West -  no 1,  no 1,  no 2,  no 2,  no 3,  no 3,  no 1,  no 5,  no 5,  no 5,  no 6,  no 7,  no 8,  no 9
- 2008 : Put On de Young Jeezy Feat Kanye West -  no 12,  no 46
- 2008 : Everybody de Fonzworth Bentley Feat Kanye West & André 3000
- 2008 : Stay Up (Viagra) de 88 Keys Feat Kanye West
- 2008 : Swagga Like Us de T.I. Feat Kanye West, Jay-Z & Lil Wayne -  no 5,  no 19,  no 22,  no 33
- 2008 : Go Hard de DJ Khaled Feat T-Pain & Kanye West -  no 69
- 2008 : Lollipop Remix de Lil Wayne Feat Kanye West
- 2008 : Therapy de T-Pain Feat Kanye West -  no 106
- 2009 : Knock You Down de Keri Hilson Feat Kanye West & Ne-Yo
- 2009 : Make Her Say de Kid Cudi Feat Kanye West & Common
- 2009 : Supernova de Mr Hudson Feat Kanye West
- 2009 : Ego de Beyoncé Knowles Feat Kanye West
- 2009 : Run This Town de Jay-Z Feat Kanye West & Rihanna
- 2009 : Hate de Jay-Z featuring  Kanye West
- 2009 : Forever  de Drake Feat Kanye West, Eminem & Lil Wayne
- 2010 : We Are the World 25 For Haiti
- 2010 : Hurricane de Thirty Seconds to Mars Feat Kanye West
- 2010 : Erase Me de Kid Cudi Feat Kanye West
- 2010 : The Beginning de JYJ (Jaejoong, Yoochun, Junsu) Feat Kanye West
- 2010 : Pretty Girl Rock de Keri Hilson Feat Kanye West
- 2011 : E.T. de Katy Perry feat. Kanye West
- 2015 : FourFiveSeconds de Rihanna feat. Paul McCartney & Kanye West
- 2015 : All Your Fault de Big Sean feat.  Kanye West
- 2015 : One Man Can Change the World de Big Sean feat. Kanye West & John Legend
- 2015 :  U Mad de Vic Mensa feat. Kanye West

## Tournées
- - 2004: School Spirit Tour
  - 2005: Touch the Sky Tour
  - 2008: Glow in the Dark Tour
  - 2011-2012: Watch the Throne Tour (avec Jay-Z)
  - 2013-2014: The Yeezus Tour
  - 2016: Saint Pablo Tour

## Productions
- 1996 :  World Domination, Sick Thoughts, City To City, Thought It Was On, Line For Line, Keep Movin, One Puff, Down To Earth de Grav[2]
- 1998 : (Intro) Turn It Out de Jermaine Dupri (ft. Nas)
- 2000 : This Can’t Be Life de Jay-Z (ft. Beanie Sigel & Scarface)
- 2001 : Takeover, Izzo (H.O.V.A.), Heart of the City (Ain't No Love), Never Change de Jay-Z
- 2002 : Dead Or Alive de Cam'ron
- 2002 : Poppa Was a Playa de Nas
- 2002 : Muzik de Knoc-Turn'al (présent sur la bande son du film Le Transporteur)
- 2002 : A Dream, '03 Bonnie & Clyde (ft. Beyoncé), Poppin' Tags (ft. Twista, Killer Mike & Big Boi), Some People Hate de Jay-Z
- 2003 : Turn Out the Lights, Hear the Song de Freeway
- 2003 : My Life de Fabolous (ft. Mary J. Blige)
- 2003 : Came Back For You de Lil' Kim
- 2003 : Doin' My Job, Let Me Tell You Something de T.I.
- 2003 : Dog's Out de DMX
- 2003 : Stand Up de Ludacris (ft. Shawnna)
- 2003 : Encore, Lucifer de Jay-Z
- 2003 : You Don't Know My Name d'Alicia Keys
- 2004 : Slow Jamz, Overnight Celebrity, One Last Time, Well Is Time de Twista
- 2004 : D12 World de D-12
- 2004 : Another Summer de 213
- 2004 : Gettin It In de Jadakiss (ft. Kanye West)
- 2004 : Talk About Our Love (ft. Kanye West), Where You Wanna Be (featuring T.I.) de Brandy
- 2004 : Selfish de Slum Village (ft. Kanye West & John Legend)
- 2004 : Throw Your Hands (In The Air) de Mobb Deep
- 2004 : Another Summer de 213
- 2004 : I Try de Talib Kweli (ft. Mary J. Blige)
- 2004 : Sunshine de Mos Def
- 2004 : Down and Out, Dipset Forever de Cam'ron
- 2004 : Dreams de The Game, Final State
- 2005 : Stay The Night de Mariah Carey
- 2005 : I Changed My Mind de Keyshia Cole
- 2005 : quasiment tout l'album Be de Common
- 2005 : Mission: Impossible Theme (ft. Twista, Keyshia Cole & Kanye West) (sur la bande son de Mission impossible 3)
- 2006 : The Cool de Lupe Fiasco
- 2006 : Everything I Love de P. Diddy (ft. Nas & Cee-Lo)
- 2006 : Heaven de John Legend
- 2006 : Wouldn't Get Far The Game de The Game (ft. Kanye West)
- 2006 : Do U Wanna Ride de Jay-Z (ft. John Legend)
- 2006 : Still Dreaming, Let There Be Light de Nas
- 2007 : In The Mood de Talib Kweli (ft. Kanye West & Roy Ayers)
- 2007 : The People de Common (ft. Dwele)
- 2008 : Billie Jean 2008 de Michael Jackson
- 2008 : Comfortable & Let The Beat Build de Lil Wayne
- 2008 : Angel de The Game (ft. Common)
- 2008 : Jockin Jay-Z de Jay-Z
- 2008 : History de Jay-Z (ft. Tony Williams)
- 2009 : Brooklyn Go Hard de Jay-Z (ft. Santigold) (sur la bande son de Notorious B.I.G.)
- 2009 : Sky Might Fall de Kid Cudi
- 2009 : Make Her Say de Kid Cudi (ft. Kanye West & Common)
- 2009 : What We Talkin' About, Thank You, Run This Town, A Star Is Born, Already Home, Hate, Young Forever de Jay-Z
- 2010 : Find your love de Drake
- 2010 : Show Me A good Time de Drake
- 2011 : It's Alright de Saigon (ft. Marsha Ambrosius)

## DVD
- 2005 : The College Dropout Video Anthology
- 2006 : Late Orchestration — Live At Abbey Road
- 2010 : VH1 Storytellers Kanye West

## Bandes originales
NB : Les titres présentés ci-dessous n'ont pas été, à l'exception de Mission Impossible 3, écrits pour les films et séries télévisées cités

### Films
- 2005 : Quatre Frères (Four Brothers) de John Singleton : "Jesus Walks"
- 2005 : Dave Chappelle's Block Party (documentaire) de Michel Gondry : "Two Words", "Get Em High", "Jesus Walks"
- 2005 : Jarhead, la fin de l'innocence (Jarhead) de Sam Mendes : "Jesus Walks (Instrumental)"
- 2006 : Inside Man : L'Homme de l'intérieur (Inside Man) de Spike Lee : "Gold Digger"
- 2006 : Mission impossible 3 (M:i:III) de J. J. Abrams : "Impossible"
- 2008 : Never Back Down de Jeff Wadlow : "Stronger"
- 2009 : Very Bad Trip (The Hangover) de Todd Phillips : "Can't Tell Me Nothing"
- 2022 : Black Adam de Jaume Collet-Serra : "POWER"

#### Séries télévisées
- 2005 : The Boondocks
  - "Maison de la fesse (Guess Hoe's Coming to Dinner)" - Saison 1, épisode 3 : "Gold Digger"
- 2005-2007 : Entourage
  - "Jury à vendre (What About Bob ?)" - Saison 3, épisode 11 : "Drive Slow"
  - "Le scénario de Night (Sorry, Harvey)" - Saison 4, épisode 4 : "Stronger"
  - "Le départ pour Cannes (No Cannes Do)" - Saison 4, épisode 11 : "Goodlife"
- 2008 : Cashmere Mafia
  - "C'est la guerre (Yours, Mine and Hers)" - Saison 1, épisode 6 : "Stronger"
- 2008 : Médium (Medium)
  - "Jeu macabre 1re partie (Wicked Game - Part 1)" - Saison 4, épisode 9 : "Goodlife"
- 2008 : Ghost Whisperer
  - "Signaux de détresse" (Save Our Souls)" - Saison 4, épisode 4 : "American Boy"
- 2008 : 90210 Beverly Hills : Nouvelle Génération (90210)
  - "La Guerre des ex (Games People Play)" - Saison 1, épisode 10 : "Heartless"
- 2009 : Skins
  - "Pandora" - Saison 3, épisode 4 : "Love Lockdown"
- 2009 :Grey's Anatomy
  - "En solo (All by Myself)" - Saison 5, épisode 10 : "Street Lights"
- 2009 : Glee
  - "Tout le monde adore le disco (Showmance)"  - Saison 1, épisode 2 : "Gold Digger"
- 2010 : The Cleveland Show
  - "Brotherly Love" - Saison 1, épisode 18